# Frederik Willem III van Saksen-Altenburg
Frederik Willem III van Saksen-Altenburg (Altenburg, 12 juli 1657 - aldaar, 14 april 1672) was van 1669 tot aan zijn dood hertog van Saksen-Altenburg. Hij behoorde tot de Ernestijnse linie van het huis Wettin.

## Levensloop
Frederik Willem III was de tweede en jongste zoon van hertog Frederik Willem II van Saksen-Altenburg en diens tweede echtgenote Magdalena Sybilla, dochter van keurvorst Johan George I van Saksen.
In 1669 volgde hij zijn vader op twaalfjarige leeftijd op als hertog van Saksen-Altenburg. Wegens zijn minderjarigheid werd hij onder het regentschap geplaatst van keurvorst Johan George II van Saksen en hertog Maurits van Saksen-Zeitz.
In april 1672 stierf Frederik Willem op 14-jarige leeftijd aan de pokken. Hij werd bijgezet in de slotkerk van Altenburg. Na zijn dood werd Saksen-Altenburg geërfd door hertog Ernst I van Saksen-Gotha.